# هوس
الهوس  هي حالة من الانفعال أو ارتفاع المزاج بشكل غير طبيعي، والإثارة، و/ أو مستويات الطاقة. كلمة مشتقة من «اليونانية» μανία }(الهوس)، «الجنون، جنون» وهذا من «فعل» μαίνομαι ' (mainomai)، «ليكون مجنونا، والغضب، ليكون غاضب».
بالإضافة إلى اضطرابات المزاج، قد يحمل سلوك الأفراد هوسي نتيجة التسمم المخدرات (ولا سيما المنشطات مثل الكوكايين أو الميثامفيتامين)، آثار جانبية للدواء (لا سيما المنشطات)، أو خبيثة. ومع ذلك، يرتبط الهوس هو في معظم الأحيان مع الاضطراب الثنائي القطب، حيث نوبات من الهوس قد تتناوب مع نوبات من الاكتئاب الشديد. جيلدر، وMayou غيدس (2005) تشير إلى أن من الأهمية بمكان أن يتوقع الهوس في المراحل المبكرة لأن يصبح المريض يتردد على الامتثال للعلاج. معايير القطبين لا تشمل نوبات الاكتئاب والهوس وجود في غياب نوبات اكتئاب غير كافية للتشخيص. بغض النظر، حتى أولئك الذين لا خبرة تجربة الاكتئاب التغييرات الدورية في المزاج. كثيرا ما تتأثر هذه الدورات من قبل التغيرات في دورة النوم (الكثير أو القليل جدا)، ليالي نهاري الإيقاع والضغوطات البيئية.
الهوس يتفاوت في شدته، من الهوس الخفيف (المعروف باسم hypomania) للهوس الكامل مع أعراض الذهان (الهلاوس والأوهام). وبطبيعة الحال، كما تم منذ الهوس وهوس خفيف المرتبطة الإبداع والمواهب الفنية، ليس هو الحال دائما أن القطبين هوسي شخص بوضوح سوف تحتاج أو تريد المساعدة الطبية؛ مثل هؤلاء الناس في كثير من الأحيان إما الإبقاء على كمية كافية من السيطرة على وظيفة عادة أو لا يدركون أن لديهم «ذهب هوسي» يكفي ان تكون ملتزمة بشدة أو الالتزام. في كثير من الأحيان يمكن أن يكون مخطئا هوسي الأفراد لكونه المعني بالمخدرات أو غيرها من المواد المسببة للعقل.

## تصنيف داء كرون

### الحالات المختلطة
الهوس يمكن أن يتواجد في نفس الوقت مع الاكتئاب، في حلقة مختلطة. الهوس الاكتئابى هو في المقام الأول هوس واكتئاب انفعالي وهو في البداية اكتئاب. الأمر الذي تسبب في تكهنات بين الأطباء أن الهوس والاكتئاب هما محاور مستقلة في سلسلة الاكتئاب، بدلا من أضداد.
هناك احتمال زيادة حالات الانتحار في الحالة المختلطة، وفي حين ان الأفراد المكتئبين المعانين من الهوس لديهم الطاقة اللازمة لارتكاب أفعال وأفكار الاكتئاب التي من شأنها أن تؤدي بهم إلى الانتحار في البداية.
الهوس يمكن أن يكون نتيجة لتعاطي المخدرات. من الأدوية يمكن أن الإقلاع عن خلق أوضاع في عقل واحد مماثلة لأعراض الهوس، مثل سباق مستمر للعقل. تشخيص من الهوس في هذه الحالات غالبا ما تكون مؤقتة.

### هوس خفيف
Hypomania حالة مخفضة من الهوس الذي يصنع ضعف لا يذكر في الوظائف أو يصنع انخفاض في نوعية الحياة في الhypomania هناك حاجة أقل للنوم، والأنشطة الموجهة نحو هدف، وزيادة الأيض. على الرغم من أن الحالة المزاجية وارتفاع مستوى الطاقة نموذجي في الhypomania يمكن أن يكون بمثابة منفعة، والهوس نفسه بصفة عامة له الكثير من العواقب غير المرغوب فيها والميول الانتحارية.

### الاضطرابات المرتبطة
حلقة هوس واحدة تكفي لتشخيص الإضراب القطبي. الHypomania قد تكون مؤشرا على Bipolar II Disorder أو Cyclothymia. ومع ذلك، إذا برزت أعراض ذهانية موجودة لمدة أطول بكثير من الحلقة المزاجية، التشخيص كانفصام في الشخصية يكون أكثر ملائمة. هناك عدة أنواع من الهوس مثل هوس السرقة وهوس الإحراق وترتبط بشكل وثيق مع الوسواس القهري أكثر من الهوس الاكتئابي، وهذا يتوقف على مدى جدية هذه الاضطرابات. على سبيل المثال، شخص ما مع هوس السرقة الذي يعاني من الدوافع لسرقة أشياء مثل أقلام الرصاص والأقلام والدبابيس الورقية أفضل تشخيص هو كشكل من أشكال الHypomania أو الوسواس القهري، ولكن مع هوس الإحراق شخص الذي يتلقى الدوافع لارتكاب أعمال خطيرة من أعمال الحرق (إشعال النار في المناطق الكبيرة الخاصة و/ أو الممتلكات العامة) سيكون تشخيص كحالة خطيرة للغاية من الهوس أو اضطراب ثنائي القطب.
نقص B12 يمكن أيضا أن يسبب صفات من الهوس والذهان.
```
اعراض «الهوس» تشمل سرعة خطاب الأفكار والخصائص، انخفاض الحاجة إلى النوم، فرط الرغبة الجنسية، والنشوة، الاندفاع، والعظمة، والاهتمام الشديد، فقدان السيطرة في توجيه أنشطة الهدف. بعض الناس لديهم أيضا من الأعراض الجسدية، مثل التعرق، وسرعة، وفقدان الوزن.غالبا ما يظن المريض أنه لا توجد أية عواقب أو أن الآثار السلبية ستكون ضئيلة، وأنها لا تحتاج ممارسة ضبط النفس في السعي لتحقيق ما هم بعد. لكن في الهوس الخفيف مختلفة، لأن الأعراض ستكون خفيفة، اتصال مصاب الهوس الخفيف مع العالم الخارجي، ومعاييرها من التفاعل، ستبقى سليمة، على الرغم من اشتداد حدة المزاج. ولكنهم يعانون من فترة طويلة لم تحل بعد تشغيل هوس خفيف أولئك الذين لا خطر الإصابة الهوس كاملة، والواقع انهم قد عبروا «الخط» دون أن يدركوا ما قاموا به حتى الآن.
```

واحدة من أكثر الأعراض المتوقعة من الهوس (وإلى حد أقل، هوس خفيف) هو ما وصفه العديد من السباقات الأفكار (اضطراب الفكر). هذه التجربة السلبية تخلق عدم القدرة على العمل والذهول، حيث تشغل الأفكار الفرد المهووس تماما، مما يجعله غير قادر على تتبع الوقت أو ألا يكون على علم بأي شيء بالإضافة إلى تدفق الأفكار. الأفكار المتسابقة أيضا تتداخل مع عدم القدرة على النوم.
الهوس هو دائما بالنسبة إلى المعدل الطبيعي لكثافة شخص يتم تشخيص معها، وبالتالي، شخص يسهل اغضابه قد يحمل هوس عن طريق الشعور بالغضب حتى بسرعة أكبر، وشخص ذكي قد يبدو أكثر «عبقرية»، الخصائص والقدرة على الأداء والتعبير عن الفكر وراء ما يمكن القيام به في مزاج العادي. لكن مؤشر أسهل من الهوس ربما لن يكون إذا اكتئاب شخص ملحوظ يصبح فجأة مبتهجا ومتفائلا وسعيدا، وكامل الطاقة. عناصر أخرى تشمل الهوس قد تكون الأوهام (هوس العظمة، أو غير ذلك)، فرط الحساسية، فرط الرغبة الجنسية، فرط التدين، وفرط النشاط، الاندفاع، والثرثرة، والضغوط الداخلية على مواصلة المحادثات (الإفراط في التفسير) أو الكلام السريع، خطط وافكار عظيمة، وانخفاض الحاجة إلى النوم (على سبيل المثال الشعور راحة بعد 3 أو 4 ساعات من النوم). في حالات الهوس وحتى الهوس الخفيف، قد ينخرط الشخص المصاب في سلوك ليس من شخصيته مثل المعاملات التجارية المشكوك فيها، الهدر في إنفاق المال، والنشاط الجنسي المحفوف بالمخاطر، والتعاطي الترفيهي للمخدرات، التفاعل الاجتماعي الشاذ، أو جدال عالي الصوت غير معهود في السلوكيات السابقة. وقد تُشكل هذه السلوكيات التوتر أكثر في العلاقات الشخصية، ويؤدي إلى مشاكل في العمل وتزيد من خطر مشادات مع تطبيق القانون. هناك مخاطر عالية من اتخاذ باندفاع المشاركة في الأنشطة الضارة المحتملة في تقرير المصير وغيرها. [بحاجة لمصدر]
على الرغم من أن «ارتفاع المزاج الحاد» يبدو نوعا ما مرغوب فيه وممتع، فإن تجربة الهوس غالبا ما تكون غير سارة ومزعجة في بعض الأحيان، إن لم تكن مخيفة، للشخص المتوط (والمقربين منهم)، ويمكن أن تؤدي إلى سلوك اندفاعي الذي قد يكون في وقت لاحق نادماً عليه. ويمكن أيضا أن يكون غالبا معقد بسبب افتقاد المتألم للحكم والبصيرة فيما يتعلق فترات التفاقم من الصفات المميزة. المريض بالهوس غالبا مايحس بالعظمة والهوس والارتجالي وسرعة الغضب والعدوانية، وكثيرا ما ينكر وجود أي شيء خاطئ به. لأن كثيرا ما يشجع الهوس الطاقة المرتفعة وانخفاض الشعور بالحاجة أو القدرة على النوم، في غضون بضعة أيام من دورات الهوس، وبالحرمان من النوم قد يظهر الذهان، ويزيد من تعقيد القدرة على التفكير بوضوح. تسابق الأفكار والتصورات الخاطئة تؤدي إلى الإحباط وانخفاض القدرة على التواصل مع الآخرين.
هناك مراحل مختلفة أو «حالات» من الهوس. حالة القاصر أساسا، وهوس خفيف، مثل هوس خفيف في الخصائص، قد تنطوي على زيادة الإبداع والذكاء، وإلف، والطموح. هوس سيجعل مهب الشخص يشعر بالغبطة كامل، ولكن ربما أيضا تعكر المزاج والإحباط، وحتى قطع عن الواقع.

## سبب المرض
الهوس هو ظاهرة معقدة العصبية. العوامل المهيئة لتطوير هوس الجينية هي في المقام الأول والتي لم تعد تعتبر النفسية، على الرغم من التوتر يؤدي إلى نوبة جنون خاص يمكن أن تشمل مهمة الصراعات النفسية والاجتماعية. المشغل الرئيسي ل (والأعراض الأولية لل) الهوس الحاد هو الحرمان من النوم. قد المشاكل الاجتماعية، والأدوية، أو المرض بدء فرط التيقظ هوسي لكن استعداد وراثي أو أمراض الدماغ من الأرجح أن تكون causations الرئيسي لأعراض الهوس الكلاسيكية والثابتة. قد تكون بعض الأدوية، بما في ذلك جميع المنشطات، وتقليد أعراض الهوس ولكن تختلف كثيرا في مدة وكثافة مقارنة مع هوسي الحوادث الحقيقية. الوسيط الرئيسي لجميع الأمراض المزاج النظام الحوفي في الدماغ. وصف كامل للقضية من الهوس معقدة وينبغي الإشارة في مكان آخر.
بعض الأدوية قد تسبب أعراضا التي تحاكي الهوس. بعض الأدوية قد يؤدي إلى فرط التيقظ من خلال هوسي الحادثة من الجهاز الحوفي والحرمان من النوم لاحقا. هذه قد تشمل ما يلي: الأمفيتامينات وغيرها من المنشطات (Provigil، Nuvigil، اديبيكس)، والكافيين (الكافيين / مشروبات الطاقة توراين) الكوكايين، والمخدرات غير المشروعة المختلفة، ومثبطات امتصاص السيروتونين (مثبطات السيروتونين، SNRI)، ومركبات ثلاثية الحلقات (المساعدة في مجال السياسات، باستثناء كربمزبين)، الستيرويد الأدوية (بريدنيزون، الكورتيزون عن طريق الفم)، مستقبلات السيروتونين، الدوبامين ناهضات (Mirapex، Sinemet)، ومجموعات أخرى عديدة من الأدوية. واحد مشترك على مجموعة الأدوية المضادة التي يمكن أن تحفز على جرعات كبيرة من أدوية السعال والبرد التي تحتوي على وكلاء تهدف إلى تحفيز الأوعية الدموية التي يتقلص الغشاء المخاطي للأنف وبالتالي توسيع مساحة لتدفق الهواء عن طريق الأنف (احتقان).
Phenylpropanolamine PPA هو دواءsympathomimetic مماثل في لتكوين للamphetamine الذي كان في السابق موجود في أكثر من 130 من الأدوية، في المقام الأول في الأدوية المزيلة للاحتقان والسعال / نزلات البرد، ومفقدات الشهية.
وقُدم تقرير عن الPPA، من قسم الطب النفسي، F. Edward Hebert من كلية الطب، جامعة الخدمات الموحدة لعلوم الصحة في بيثيسدا بالميريلاند. ينص الPharmacopsychiatry 1988 ما يلي:
وقد استعرضنا 37 حالة (نشرت في أمريكا الشمالية وأوروبا منذ عام 1960) التي حصلت على تشخيص الهوس الحاد والفصام بجنون العظمة، والذهان العضوي والتي نسبت إلى تعاطى منتج الPPA.  من 27 تقرير لحالات في أمريكا الشمالية، أكثر ردود الفعل بعد ابتلاع منتجات المستحضرات المحتوية على مزيج من PPA وحده، وقعت حالات أكثر بعد ابتلاع المزيد من الOTC drug من تلك التي حصلت بناءً على وصفة طبية أو في الشوارع، وفي كثير من الحالات ثم تناول الجرعات الموصى بها بدلا من الجرعات الزائدة. 
عدم الاعتراف بالPPA بوصفه العامل المسبب للمرض في بداية ظهور الأعراض عادة ما أدى إلى التشخيص بالفصام أو الهوس، بالمستشفيات لمدة طويلة، والعلاج بجرعات كبيرة من الneuroleptics أو الليثيوم. 
الPPA لم يعد متوافر في أي دواء في الولايات المتحدة اعتبارا من العام 2000.

## العلاج.
قبل بداية العلاج للهوس، يجب إجراء التشخيص التفريقي الحذر لاستبعاد الأسباب غير نفسية.
الهوس الحاد في الهوس الاكتئابي يتم عادة التعامل معه بمثبت للحالة المزاجية و/ أو الأدوية المضادة للذهان. علما بأن هذه العلاجات تحتاج إلى أن توصف ويتم رصدها بعناية لتجنب آثار جانبية ضارة مثل neuroleptic malignant syndrome مع الأدوية المضادة للذهان. قد يكون من الضروري أن قبول المريض مؤقتا حتى بدون إرادت حتى يستقر المريض. مضادات الذهان ومثبتات الحالة المزاجية تساعد في استقرار الحالة المزاجية للمصابين بالهوس أو الاكتئاب. أنها تعمل من خلال إعاقة مستقبلات المواد الناقلة للنبضات العصبية الدوبامين، والسماح للسيروتونين بالعمل، ولكن بضعف في القدرة.
عندما تذهب سلوكيات الهوس، يُركز على علاج طويل الأمدوقائي لمحاولة اضفاء الاستقرار على مزاج المريض، وعادة من خلال الجمع بين العلاج الدوائي والنفسي.
الليثيوم هو مثبت الحالة المزاجية الكلاسيكي للحيلولة دون مزيد من الحوادث والهوس الاكتئابي. مضادات للتشنج مثل valproic acid و carbamazepine تستخدم أيضا للوقاية. أكثر الحلول في الأدوية مؤخرا تشمل lamotrigine. Clonazepam (Rivotril، Ravotril أو Rivatril) يستخدموا أيضا.
وحاصرات قنوات الكالسيوم، فيراباميل مفيد في علاج وhypomania في تلك الحالات التي يكون فيها الليثيوم ومثبتات المزاج هي بطلان أو غير فعالة.. فيراباميل فعال على حد سواء على المدى القصير وعلى العلاج الطويل المدى.

### الأدوية
الآلية البيولوجية التي يحدث من خلالها الهوس ليست معروفة بعد. من اللأسباب الافتراضية للهوس (وغيرها)، هو أن كمية من مادة السيروتونين الناقل العصبي في الفص الصدغي قد تكون مفرطة للغاية. Dopamine، norepinephrine، glutamate وgamma-aminobutyric acid يبدو أيضا أنهم يلعبوا أدوارا هامة. وقد أظهرت الدراسات التصويرية أن اللوزة اليسرى هي أكثر نشاطا في النساء اللواتي اُصبن بالهوس والorbitofrontal cortex هي اقل نشاطا.
في دراسة قام بها مركز برنتوود الطبي في لوس انجلس، كاليفورنيا، ان المرضى الذين يعانون من الbipolar II اخذوا مضادات للاكتئاب لقياس أثرها على الهوس. ثلث مرضى الاكتئاب الهوسى أظهروا هوس ناجم عن مضادات للاكتئاب من حالتهم الصحية السليمة، والربع أظهروا هوس ناجم عن مضادات للاكتئاب بفعل الدورات السريعة من حالتهم الصحية. بالنسبة لأولئك المصابين بالbipolarII، مضادات الاكتئاب تقلل من الفجوات بين الاكتئاب والهوس.

## المجتمع والثقافة
في Electroboy : مذكرات من الهوس لاندي بيرمان، وهو يصف تجربته مع الهوس ب "الوصف الأكثر مثالية هو نظارة لرؤية العالم... تُظهر الحياة أمامك على شاشة كبيرة الحجم مثل فيلم. بيرمان يشير في وقت مبكر في مذكراته انه لا يرى نفسه باعتباره الشخص الذي يعاني من مرض اضطراب وفقدان القدرة، ولكن بصفته مديرا للفيلم فهو له حياة مشرقة وحياة عاطفية حية. وقال "عندما أكون مهووس، وأكون حتى متيقظ، ومتنبه، فأن رموشى ترفرف على وسادة بصوت مثل الرعد".

## قراءات أخرى
- خبير أوبان Pharmacother. ديسمبر 2001 ؛ 2 (12):1963 - 73.
- اضطراب فصامي عاطفي. عيادة مايو 2007 سبتمبر. Retrieved October 3, 2007.
- اضطراب فصامي عاطفي. مايو 2004. كل صعب على الإنترنت : علم النفس الفصل الظاهري. Retrieved October 3, 2007.
- اضطرابات نفسية المنشأ. مايو 2004. كل صعب على الإنترنت : علم النفس الفصل الظاهري. Retrieved October 3, 2007.
- زيادة تركيز وعدم التكافؤ الوحشي اللوزة الدوبامين في الفصام. 1983 أكتوبر الطبيعة. Retrieved October 3, 2007.
- ريسبيريدون العلاج في المعاملة الحرارية الحادة وهوس فصامي عاطفي ثنائي القطب. يناير كانون الثاني. نشرة علم الادوية النفسية لهذا المسار في 1996 2 أكتوبر 2007.

## الوصلات الخارجية
- أعراض هوس القطبين.
- الاكتئاب الثنائي القطب ودعم التحالف.
- أعراض هوسي الحلقة